# Fernando de Orléans, Duque de Alençon
Fernando Filipe Maria de Orléans (em francês:  Ferdinand Philippe Marie d'Orléans; Neuilly-sur-Seine, 12 de julho de 1844 — Londres, 29 de junho de 1910), foi um príncipe francês da Casa de Orléans e Duque de Alençon, neto do rei Luís Filipe I da França.

## Biografia

### Infância

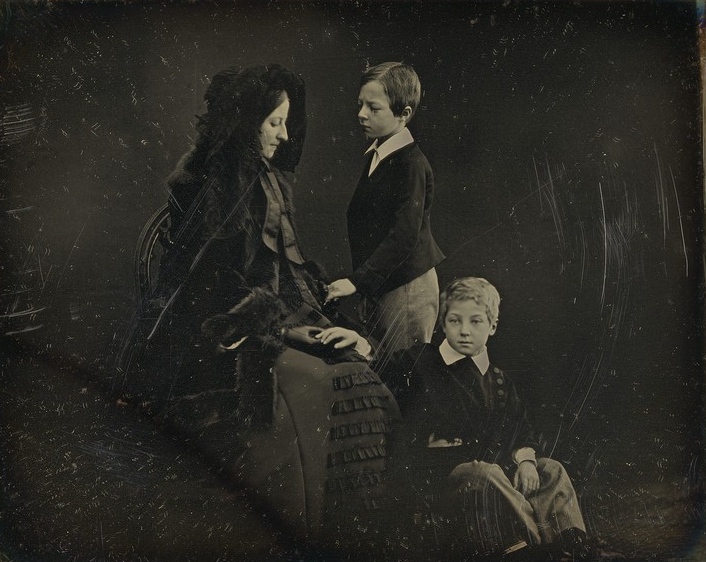
Fernando seu irmão Gastão e sua mãe

O príncipe Fernando nasceu em 12 de julho de 1844 no Castelo de Neuilly, era o segundo filho do príncipe Luís de Orléans, Duque de Némours e da princesa Vitória de Saxe-Coburgo-Koháry, prima da rainha Vitória. Seus avós paternos eram o rei Luís Filipe I da França e sua esposa, a princesa Maria Amália de Nápoles e Sicília. E seus avós maternos eram o princípe Fernando de Saxe-Coburgo-Gota e a princesa Maria Antônia de Koháry.
Dentro de fevereiro de 1848, diante de uma nova revolução francesa, o rei Luís Filipe I foi forçado a abdicar e a família real se exilou na Grã-Bretanha. Seus pais, o duque e a duquesa de Némours, estabeleceram-se com o ex-rei dos franceses na Claremont House.
Seu pai, o duque de Némours mostra pouca ternura para seus filhos e os cria da maneira mais difícil, pensando assim em fortalecê-los. Apesar de tudo, o duque de Alençon manteve-se muito próximo do pai e este teve uma grande influência sobre ele durante toda a vida. Sua mãe, a duquesa Vitória, morreu no parto em 1857, quando ele tinha apenas 13 anos. Sua avó, a rainha Maria Amélia cuida com grande ternura da educação de seu "pequeno soneto" e de seus irmãos.

### Juventude

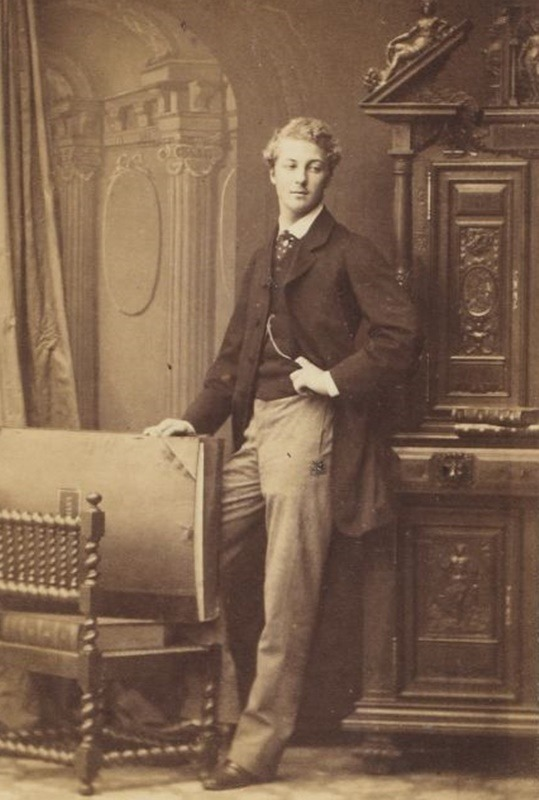
Fernando jovem

Em 1861, depois de dois anos passados na Old Royal High School em Edimburgo, Fernando estudou a profissão de armas na escola militar de Segóvia, sendo proibido de permanecer na França como todos os membros de sua família, alistou-se como oficial no exército espanhol, do qual seu tio, o duque de Montpensier, era membro.
Em 1866, Fernando e seu primo Luís d'Orléans, Príncipe de Condé, embarcaram em Southampton no Mongolia, um navio do armador britânico P&O com destino ao Egito. Eles desembarcam em Alexandria, onde Fernando deixa seu primo continuar seu caminho, a fim de visitar o país. Enquanto isso, sua avó morreu na Inglaterra em 1866 aos 84 anos.
Fiel à sua soberana, a rainha Isabael II da Espanha, o príncipe participa de uma força expedicionária encarregada de reprimir uma insurreição nas Filipinas. Sua bravura lhe rendeu o posto de capitão, mas ele renunciou quando a rainha foi deposta em 1868.
Na primavera de 1870, o novo governo espanhol considerou restaurar a monarquia e ofereceu a coroa ao duque de Alençon. Por lealdade à ex-rainha Isabel II, mas também para não frustrar as ambições do seu tio, o duque de Montpensier, cunhado da ex-rainha, Fernando recusou a proposta. “Meu título francês era mais caro para mim do que qualquer coisa”, ele escreveu mais tarde.
Quando estourou a Guerra Franco-Prussiana de 1870, o duque de Alençon fez saber ao governo de Napoleão III que desejava ardentemente participar dos combates, mesmo como soldado de segunda classe. Mas o exército francês rejeita o pedido do príncipe, como os de todos os seus parentes Orléans, conforme ordenado pelo governo de Napoleão III.
Retornando à França após a queda do Segundo Império, Fernando d'Orléans pode finalmente se tornar um oficial do exército deste país que ele venera sem realmente conhecê-lo desde que o deixou aos 4 anos de idade.
Apreciado por seus soldados, mas maltratado por alguns de seus superiores hierárquicos por causa de seu nascimento real, Fernando d'Orléans foi, no entanto, novamente excluído da vida militar pela lei do exílio de 1886, que excluiu os Orléans e os Bonapartes do exército e condena os pretendentes ao trono francês para um novo exílio. Fernando, no entanto, optou por não acompanhar seu primo, o conde de Paris, ao exílio e permaneceu na capital francesa por patriotismo.

## Casamento

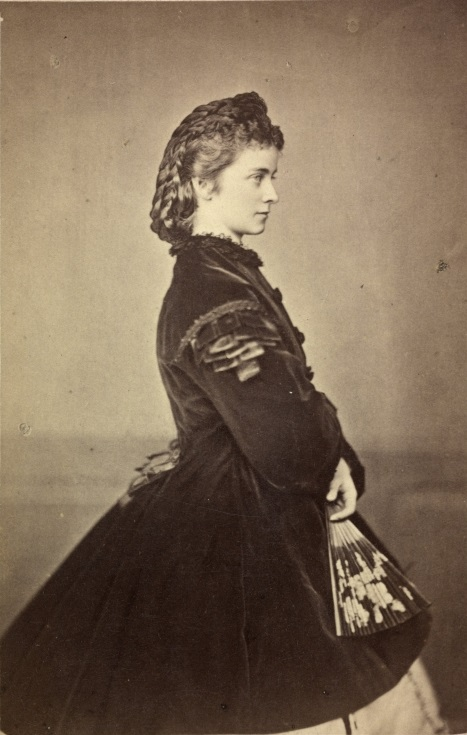
Sofia Carlota da Baviera, esposa de Fernando

Em 1868, o príncipe casou-se com a duquesa Sofia Carlota da Baviera, irmã da imperatriz da Áustria, Isabel da Baviera, conhecida como "Sissi" e da ex-rainha das Duas Sicílias, Maria Sofia da Baviera. A duquesa já havia sido noiva de seu primo, o rei Luís II da Baviera, mas o noivado havia sido rompido, deixando a duquesa embaraçada. O casal sem um tostão se estabeleceu na Inglaterra, na residência do Duque de Némours.
O jovem casal Alençon viveu feliz, na Sicília e depois em Roma, com o rei Francisco II das Duas Sicílias, para cuidar da saúde da duquesa, que estava muito debilitada por um primeiro parto. Injustamente suspeito de preparar com os dois ex-soberanos a restauração dos Bourbons ao trono das Duas Sicílias, o duque e duquesa de Alençon, para não causar qualquer constrangimento aos seus pais, deixou a Itália e estabeleceu-se em Merano e Mentelberg. A duquesa deu à luz seu segundo e último filho, Emmanuel, enquanto o duque estava em Paris com seu pai se preparando para a chegada de sua família em sua terra natal. O casal mudou-se para Vincennes com seus dois filhos. Assim como sua esposa, que se tornou terciária dominicana em 1876, o duque de Alençon tornou-se membro da terceira ordem franciscana e dedicou boa parte de seu tempo às boas obras.
Após a trágica morte em 1886 de seu primeiro noivo, Luís II da Baviera, a duquesa de Alençon refugiou-se compulsivamente em uma história de amor adúltera. Fernando então a tratou em uma clínica, perto de sua família na Áustria, sob os cuidados benevolentes de seu cunhado, o duque Carlos Teodoro da Baviera, um soldado que se tornou médico e depois um renomado oftalmologista.
Em 1891, sua filha Luís se casou com um primo alemão, o príncipe Afonso da Baviera. Cinco anos depois, o duque de Vendôme casou-se com a princesa Henriqueta da Bélgica, irmã do rei Alberto I da Bélgica, Se os "Baviera" têm que esperar muitos anos antes de ter seu primeiro filho, muito rapidamente os "Vendômes" fazem de Fernando um avô.
Em 1897, a duquesa de Alençon morreu no incêndio do Bazar de la Charité. O duque, quebrado e agora na casa dos cinquenta, posteriormente procura tomar o hábito. Traindo seu tédio, o príncipe então começa a viajar pela Europa, usando suas conexões familiares para defender as posições políticas da França enquanto leva uma vida cada vez mais evangélica.

## Morte

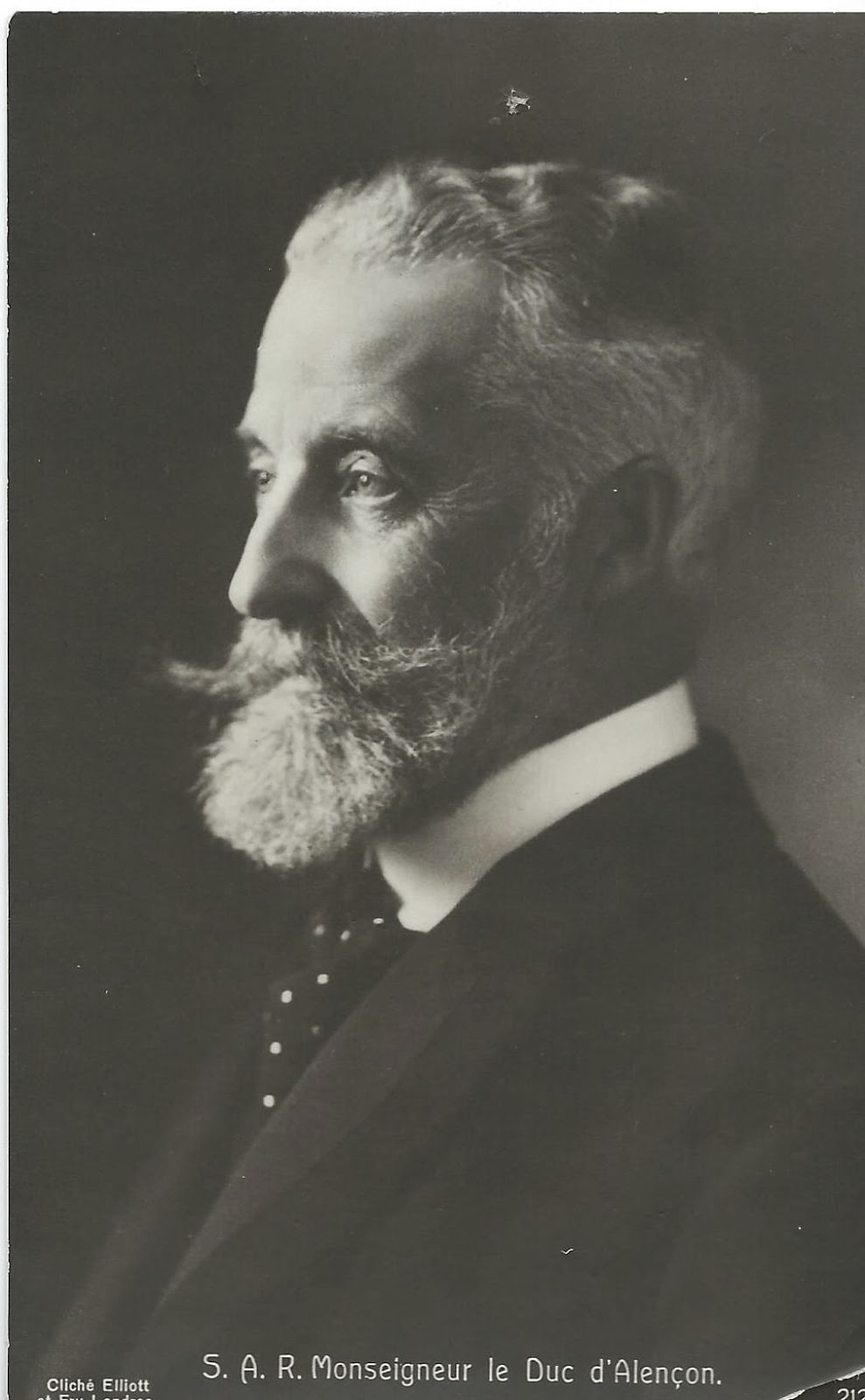
Fernando em seus últimos anos

O Duque de Alençon morreu em 1910. O seu corpo e o da sua esposa encontram-se reunidos na Mausoléu Real dos Orléans, em Dreux.

## Títulos e honrarias

### Títulos e estilos
- 12 de julho de 1844 – 29 de junho de 1910: Sua Alteza Real, o Princípe Fernando de Orléans, Duque de Alençon

### Honrarias
Reino da Baviera
 Grã-Cruz da Ordem de São Humberto
 Ordem Soberana de Malta
 Grã-Cruz de Honra e Devoção da Ordem Soberana de Malta
 Ducados ernestinos
 Grã-Cruz da Ordem da Casa Ernestina

## Descendência
O duque e a duquesa de Aleçon tiveram dois filhos:
| Imagem | Nome          | Nascimento            | Morte                  | Notas                                                                              |
| ------ | ------------- | --------------------- | ---------------------- | ---------------------------------------------------------------------------------- |
|        | Luísa Vitória | 9 de julho de 1869    | 4 de fevereiro de 1952 | Casou-se com o príncipe Afonso da Baviera, com descendência.                       |
|        | Emmanuel      | 18 de janeiro de 1872 | 1 de fevereiro de 1931 | Duque de Vendôme, casou-se com a princesa Henriqueta da Bélgica, com descendência. |